# Бамиан (город)

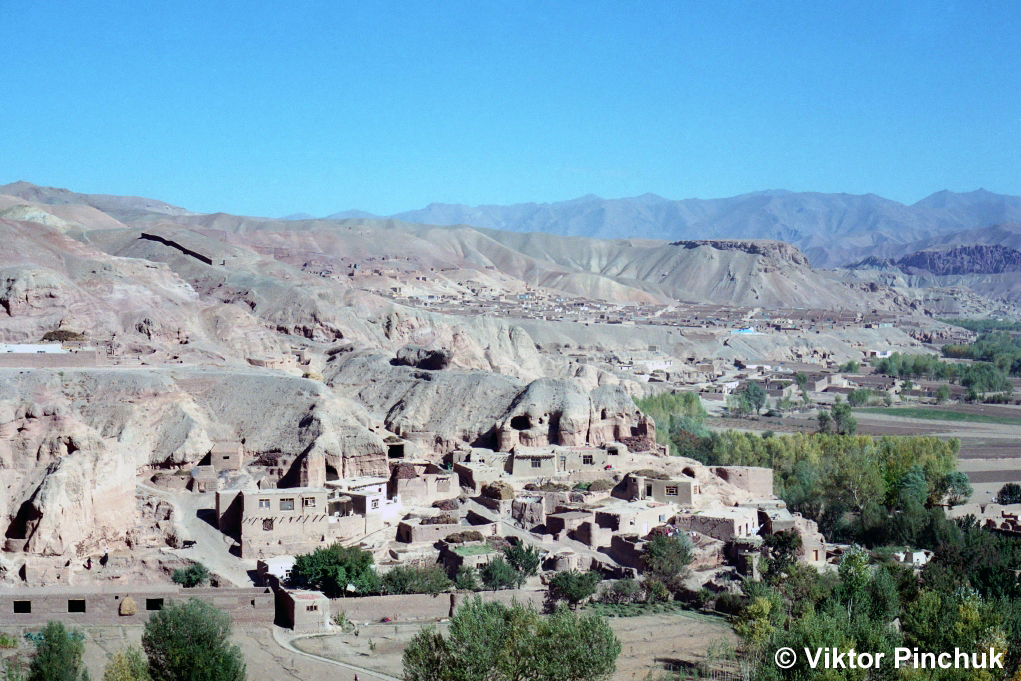
Бамиан, вид с холма

Бамиа́н, Бамииа́н (дари بامیان Bāmiyān) — город в центральной части Афганистана, административный центр одноимённого района и одноимённой провинции. Расположен в одноимённой долине, на одноимённой реке, в 130 километрах к северо-западу от Кабула. Бамиан представляет собой несколько разбросанных в долинах гор крохотных поселений, а расположенную особняком центральную улицу, длиной ок. 500 метров, где находятся небольшие магазинчики и мехмунсараи и мехмунхане, местные жители называют «рынком».
Из Кабула в Бамиан можно попасть на микроавтобусе, который отправляется по утрам из района Котэ-Санги и следует через перевалы Гаджигак и Унай.

## История
Бамианская долина исторически служила торговым коридором, поскольку является единственным удобным проходом через горную систему Гиндукуш. Первые поселения возникли в долине ещё до новой эры. В I—II веках в долине были основаны буддистские монастыри, сохранившиеся до VIII века. В период с II по V век в долине были сооружены (вырублены в скале) гигантские статуи Будды.
Бамиан получил мировую известность в 2001 году, когда эти статуи, несмотря на протесты многих стран, в том числе мусульманских, были разрушены талибами. В ноябре того же года талибы были вынуждены покинуть город в результате наступления войск Северного альянса.

## Климат
| Показатель                    | Янв.  | Фев.  | Март  | Апр. | Май  | Июнь | Июль | Авг. | Сен. | Окт. | Нояб. | Дек. | Год   |
| ----------------------------- | ----- | ----- | ----- | ---- | ---- | ---- | ---- | ---- | ---- | ---- | ----- | ---- | ----- |
| Абсолютный максимум, °C       | 12,0  | 12,5  | 20,6  | 28,7 | 29,4 | 31,2 | 33,2 | 32,2 | 31,4 | 26,2 | 20,6  | 13,0 | 33,2  |
| Средний суточный максимум, °C | 1,0   | 2,0   | 7,9   | 15,6 | 19,9 | 24,1 | 26,3 | 26,1 | 22,9 | 17,4 | 11,0  | 5,1  | 14,9  |
| Средняя температура, °C       | −6,4  | −4,8  | 1,4   | 8,6  | 12,4 | 16,3 | 18,4 | 17,4 | 12,8 | 7,8  | 1,6   | −2,8 | 6,8   |
| Средний суточный минимум, °C  | −12,1 | −10,5 | −3,8  | 2,9  | 5,7  | 8,5  | 10,0 | 8,8  | 4,2  | 0,0  | −4,9  | −8,6 | 0,0   |
| Абсолютный минимум, °C        | −30,5 | −28,4 | −21,2 | −6,5 | −2,5 | 0,6  | 5,4  | 3,0  | −2,6 | −7,9 | −14,5 | −25  | −30,5 |
| Норма осадков, мм             | 8     | 15    | 27    | 29   | 26   | 5    | 1    | 0    | 3    | 4    | 7     | 4    | 129   |
| Источник: World Climate, NOAA |       |       |       |      |      |      |      |      |      |      |       |      |       |

## Фотогалерея

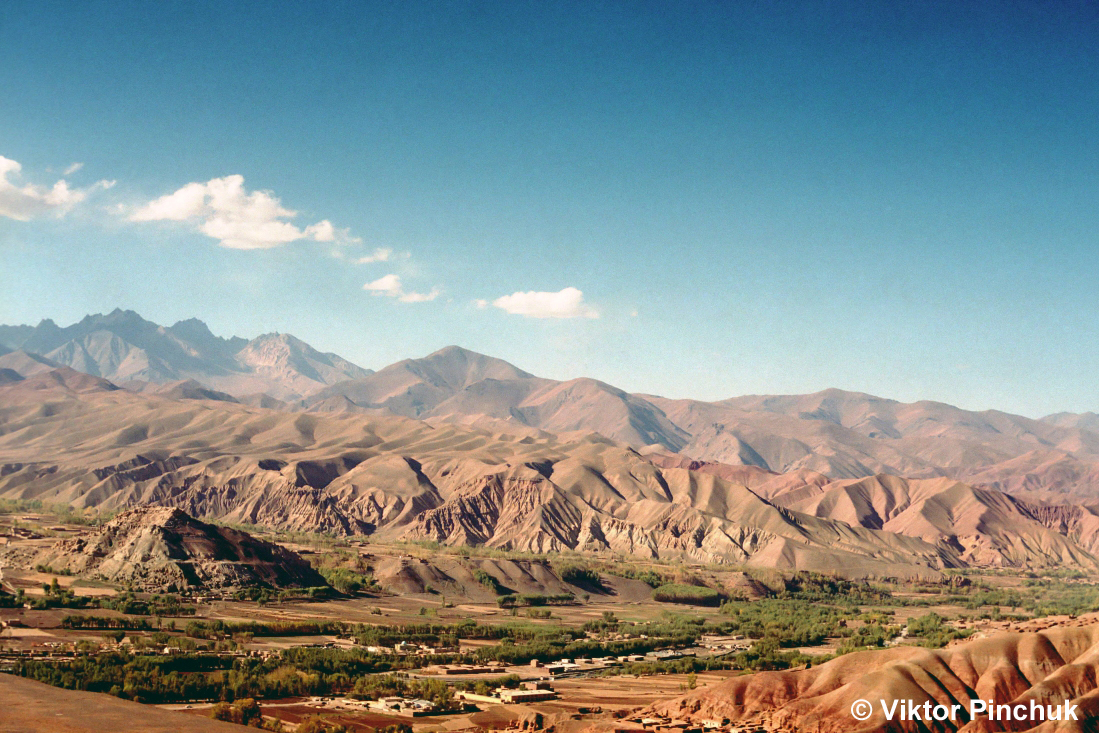
Бамиан, поселение в низине
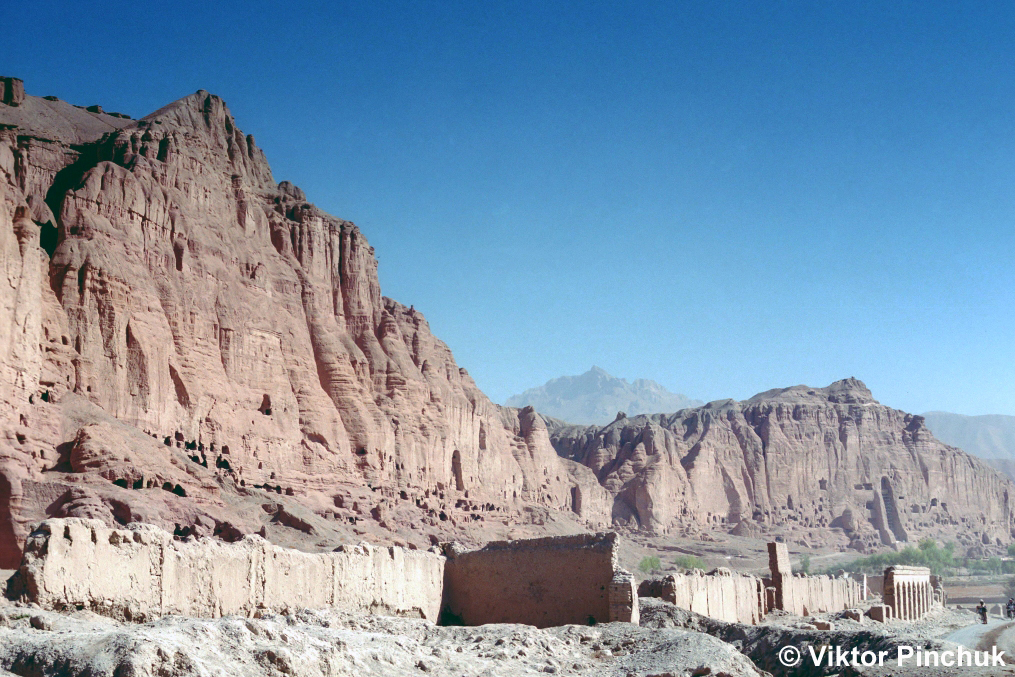
Бамиан, руины
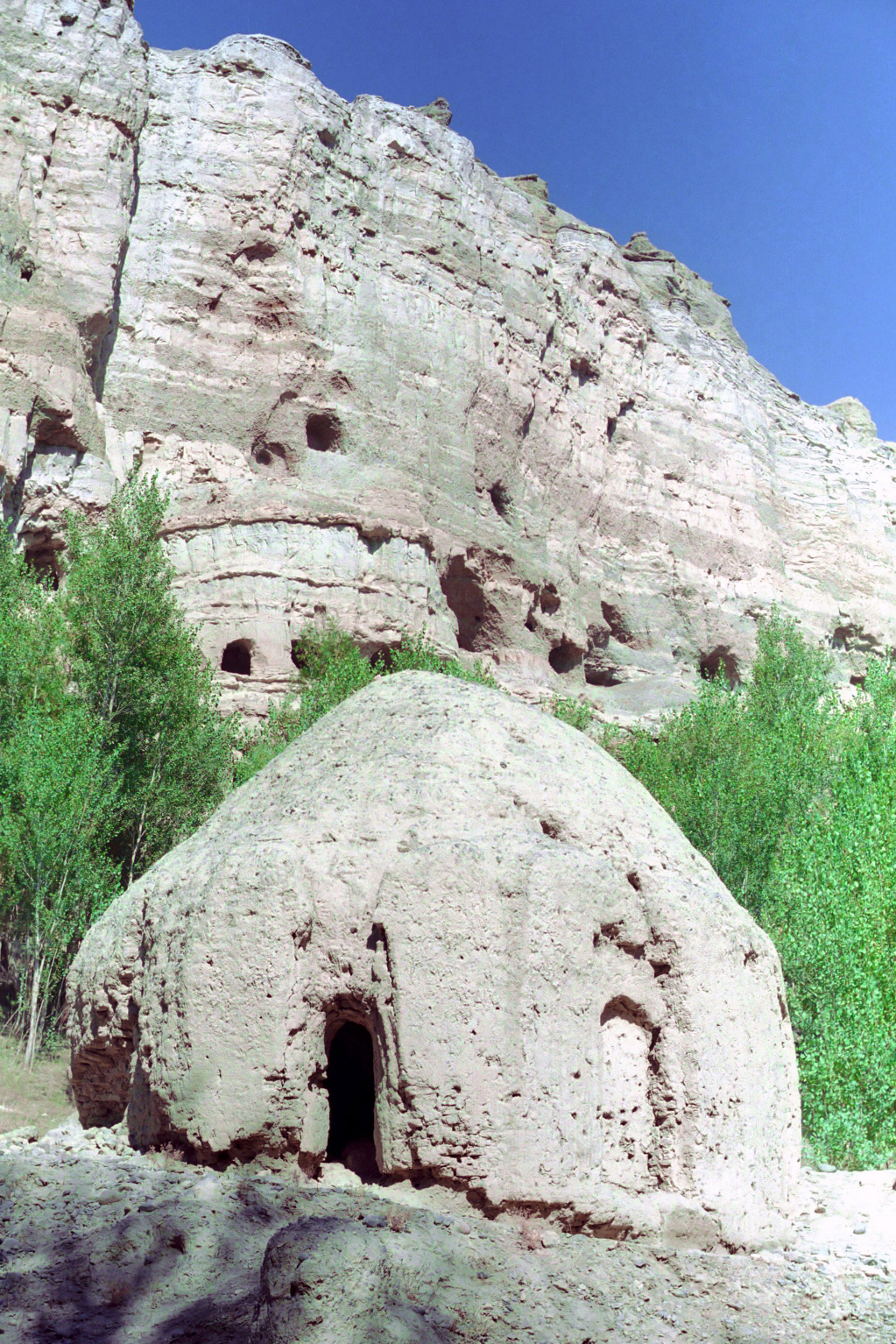
Бамиан, гробница
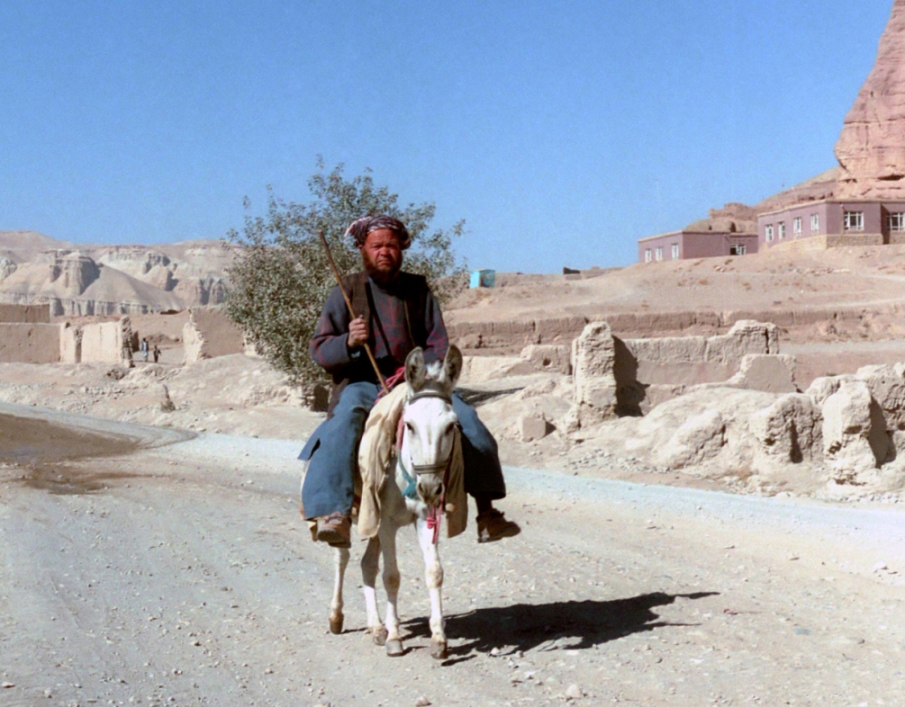
Бамиан,  дехканин
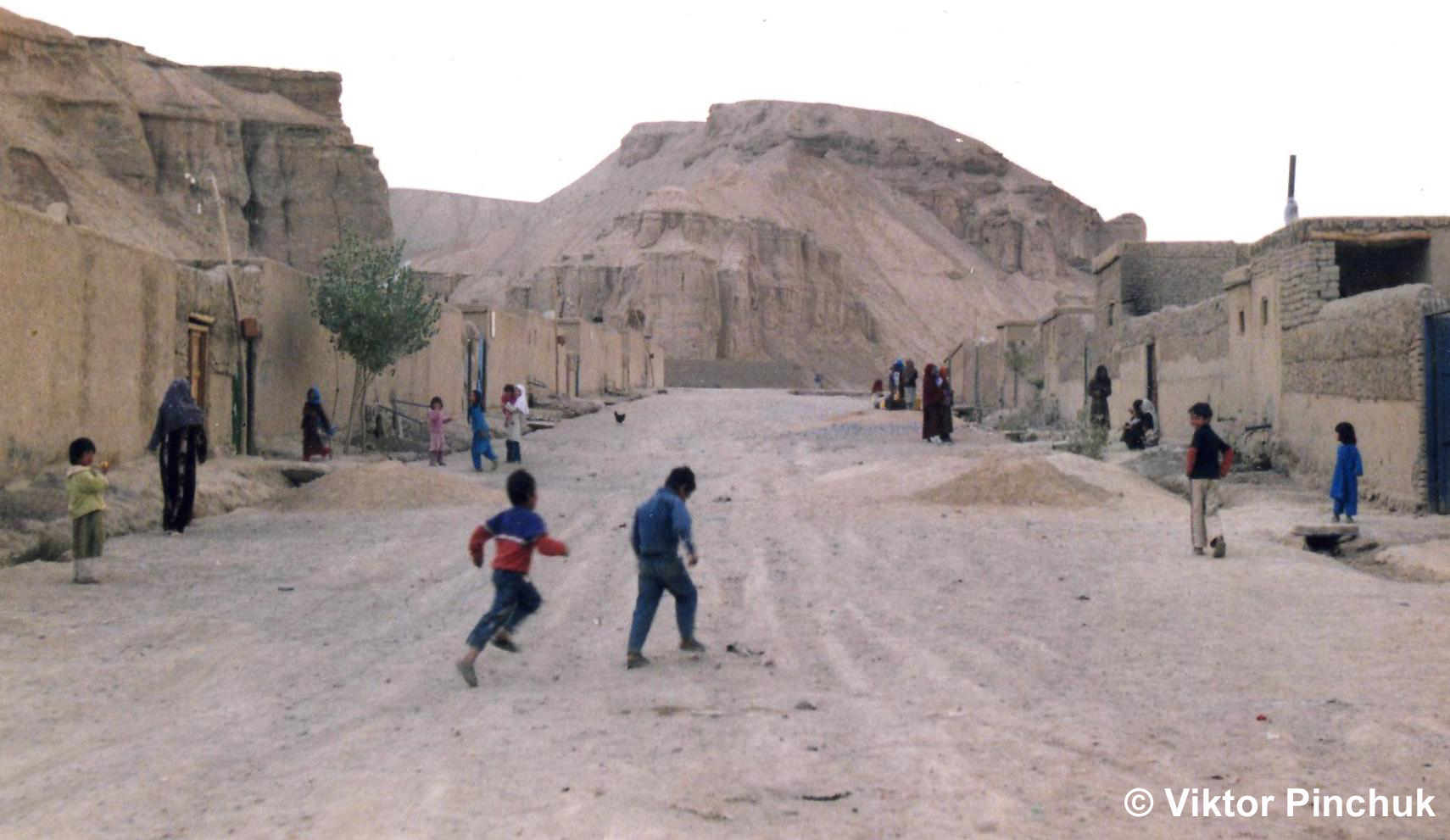
Бамиан, на отшибе
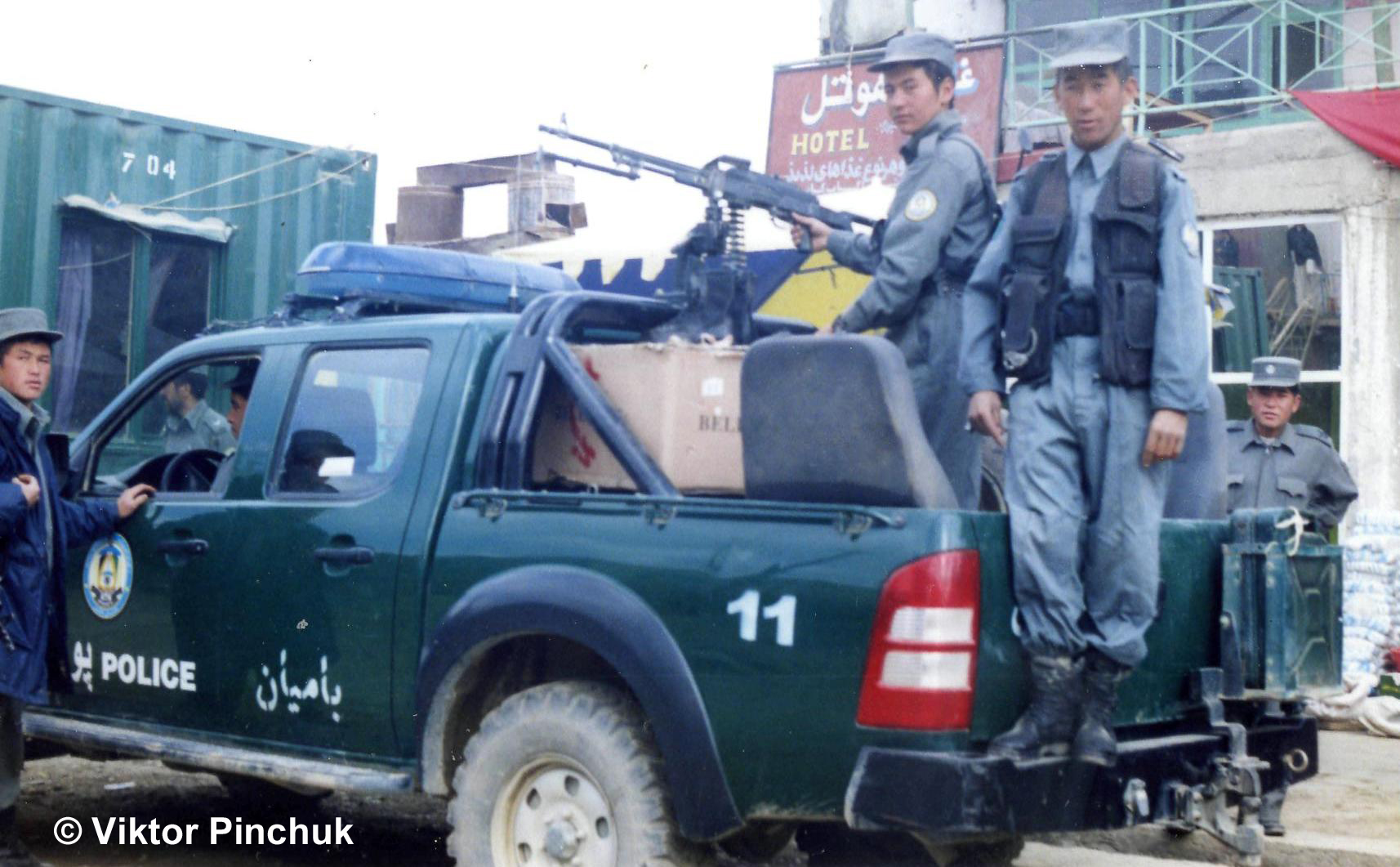
Бамиан, полиция